# 空のつくりかた
『空のつくりかた -under the same sky, over the rainbow-』（そらのつくりかた アンダー ザ セイム スカイ、オーバー ザ レインボウ）は、COSMIC CUTEより2016年10月28日に発売されたアダルトゲーム。略称は「そらつく」。
2018年3月23日には、世界観を引き継いだ続編『雲上のフェアリーテイル』が発売されている。
2023年2月21日には、家庭用ゲーム機向けとしてNintendo Switch版がiMelより発売予定。レーティングはCERO：C（15才以上対象）。

## あらすじ
街の中心を長い坂が貫く天壌都市：奈陵（ナオカ）。探偵の五十海諒は過去に挫折した経験を持ち、霧の晴れないこの街で空虚な日々を送っていた。そこへ、一人の少女が現れる。魔法使いのたまごだという彼女の名はハル＝クリス。諒の人生はハルとの出会いにより変わり始める。

## 登場人物
（出典：）

### 主人公
五十海 諒（いかるみ りょう）
身長:172cm
五十海探偵社を開業しているが、探偵の仕事はほとんどなく、ナオカの住民からは「なんでも屋」呼ばわりされている。しかし、ナオカの支配者「鬼」の窓口役を務めているため、一目置かれる立場でもある。
コーヒーは苦手だが、探偵としてのポーズで事務所にコーヒーメーカーを置いている。ミルクティーが好き。

### メインヒロイン
ハル＝クリス
声 - 羽鳥いち
身長:152cm / B:88 W:60 H:86
ナオカの魔法学園「ウィエンドマギカ」に会瀬（あいせ）という田舎からはるばる進学してきた魔法使いのたまご。
魔法使いが寝起きする場所は棲家といい、魔力安定のため大事な場所である。ウィエンドマギカの編入条件として棲家を見つけなければならないというものがあり、バイクで棲家を探していたところ、諒の運転する自動車に衝突してしまった。その事故が切っ掛けとなり、諒の探偵事務所兼自宅を棲家と定め、下宿学生兼探偵助手として同居生活を始める。
全方位にお節介を焼き、無差別に友達を作る。甘い物、特に大通りのどら焼きが好き。大抵のものは昔のアンテナ付テレビの要領で、魔法のチョップで直してしまう。
母のアキ＝クリスは世界最高峰の8人の魔女――通称「八葉の魔女」の一人で、ロサ・グラウカと呼ばれている（優れた魔法使いに与えられる尊称が魔女である。魔女と呼ばれる魔法使いは世界に数百人存在する）。ハルが身に纏うマントは母手製のオルギア（魔力を灯し、様々な現象を引き起こす道具。魔法具）で、あらゆるダメージを無効化してくれる。バイクも母親のお古を使っている。ほかにも故郷を出た際「どうしても困ったとき」のための植物の種を持たされている。
ユリカ・ヴィストヴォルグ
声 - 海原エレナ
身長:167cm / B:96 W:68 H:90
ナオカ最大の反社会的勢力「鎖の乙女」に雇われている腕利きの用心棒。「狂犬」とも呼ばれる。
あくまで雇われているだけで、組織の一員ではないが、乙女のボスに気に入られている。レストラン「ヒルズダイナー」の兎耳の店員フレディは乙女の構成員であり、立場的には上なのだが、ユリカのことは姐さんと呼んで従っている。
ヴィストヴォルグの一族は「穢れ目の一族」であり、ユリカの色違いの左目は「穢れ目」である。ナオカの裏社会には「とてつもない力があり、視界に入ると呪われる」ものと認識されており、恐怖の対象になっている。チラつかせるだけでも効果があるため、ユリカは脅しの手段としている。普段は左目にカラーコンタクトを入れている。
ダイナーではいつもナポリタンを食べている。口にケチャップが付いているかと思うと、血だったりする。
諒とは旧知の間柄。
白崎 和葉（しろさき かずは）
声 - 桜似あかり
身長:155cm / B:96 W:52 H:84
ナオカのロウェスト（スラム街）に暮らす、エルート（犬獣人）の勤労少女。
混血であるため、エルートには珍しく和名を名乗っている。早くに亡くなった両親に代わり、12人兄弟の長女として弟妹を養っている。一家の生活は窮乏しているが、表には出さず、笑顔で振る舞う。誇りは捨てて居らず、他人からの施しは受けない。
マフィアに追われていたハルを助けた際、顔を覚えられてしまい、自分もまたマフィアに追い回され、漕いで逃げていた自転車を諒の新車の上に墜落させてしまった。
ノア＝クリケット
声 - 猫村ゆき
身長:140cm / B:68 W:52 H:70
「蛍の丘」で家事や野良仕事を淡々とこなす、言葉数の少ない魔法生物（オルレゾン）。
蛍の丘はナオカで一番高い位置にある。ナオカは住む場所の高さ（高い方から順に、ハイアー、ミッドリア、ロウェスト）が社会的ステータスとなるが、蛍の丘は辺鄙すぎて街の一部として認められていない。また「蛍の丘」というが、蛍がいたのは昔のことで、現在はいない。ノアは丘の上にある小屋で、自らを造り出したカガリ爺さんと一緒に静かに暮らしている。
いつも大事に抱えているぬいぐるみはカガリから貰ったもの。外見はほとんど幼女だが、オルレゾンであるためこれ以上の成長は見込めない。正確にはホムンクルスである。
諒は肉類などの買い出しや、野良仕事の手伝いをカガリから請け負って、たまに小屋を訪れている。

### サブキャラクター
千種 ひなた（ちくさ ―）
声 - 逢真井もこ
身長:150cm / B:80 W:60 H:82
ウィエンドマギカの学園生御用達の「五十鈴里図書館」の司書。
五十鈴里図書館には正面玄関のほかに秘密の裏口があり、裏口から通じる「裏図書館」は魔法関連の書籍を収蔵している。ひなたは裏図書館の主であり、奇書蒐集のためなら親の資産をも売るといわれるナオカ一番のビブリオフィリアである。通り名の「チクサリアン」はエイリアンのようにどこからともなく現れて奇書を買いあさることに由来する。興奮すると鼻血が出てしまう体質。
五十鈴里図書館の裏口には「篩（ふるい）の扉」という、選ばれた人間だけを通すオルギアの扉があり、ひなたが許可した客か、充分な魔力的素養を持つ者でなければ裏図書館に入ることができない。これまで篩の扉を魔力で開いた者は一人も現れなかったが、正面玄関が混雑していたため裏に回ったハルが開けてしまった。ハルと知り合いになり、ハルの勤め先ということで五十海探偵社に相談に訪れた。
チロロ
声 - 秦座林檎
身長:28cm / B:-- W:-- H:--
五十海探偵社のガレージでハルが発掘した小人型の高機能端末。
諒が子供の頃、世話係を務めていた魔法生物（オルレゾン）であり、壊れた状態でガレージの中に置かれていたが、見つけたハルによりチョップで直された。ハルのことを恩人と崇め、ハル様と呼んで慕う一方、諒のことは忘れたふりをしている。同じオルレゾンであるノアとは何か通じ合うものがある様子。ユリカに気に入られてしまい、その可愛がり方が度を超しているため苦手にしている。
指紋の解析、映像の記録等、探偵業に役立つ能力も備えている。主食は電気で、一日一回コンセントに繋いで充電を必要とする。嗜好品としてCD（円盤状の記録媒体のことで、チップ・ディスクの略）も食べる。
オズニア・デルデレッデルデァ
声 - 香山いちご
身長:148cm / B:72 W:48 H:74
はじめシスター、次いでエクソシスト。裏社会に転向した現在は「鎖の乙女」のトップに君臨している。通称は「マンマ」。
赤をイメージカラーとする「鎖の乙女」は別名を「西の赤」といい、「東の白」こと「鋼鉄の歯」とナオカを二分している組織である。
家族の愛を尊ぶ。家事を得意とし、ハルがお裾分けした野菜も自ら料理する。部下を罰するときは体に直接アイロンをかけたりする。
リーザル・フェッフォゥンファルフォン
声 - 綾瀬あかり
身長:143cm / B:86 W:54 H:76
ナオカを支配する2,228歳の吸血鬼。ナオカの坂道を走るケーブルカーの屋根の上に住んでいる。
掟を破った住民には「他人にも見える悪夢」という罰を与えるが、そのあまりの凄惨さから恐れられている。交渉担当窓口は、叔父から引き継いだ諒が務めている。リーザルとの取引は必ず足が出る。
昔、ロサ・グラウカに敗北して以来、大の魔女嫌いであり、ナオカに住み着こうとする魔女はことごとく追い返している。だが魔法使いは嫌っておらず、ウィエンドマギカには手を出していない。カップ麺や牛丼、ハンバーガー等のケミカルなジャンクフードが大好物。
「空のつくりかた外伝 OVER THE RAINBOW」において
初回版特典『そらつくアートブック』に収録されている「空のつくりかた外伝 OVER THE RAINBOW」はリーザルに焦点を当てて書かれた外伝小説である。アキ＝クリスがハルに持たせた植物の種等の伏線を回収した結末を描いており、続編の『雲上のフェアリーテイル』は外伝を正史として作られている。
白崎 和真（しろさき かずま）
声 - 新熟怒魂
身長:170cm
和葉の弟で、12人兄弟の長男。アルバイトなどを始めているが、本来なら働くにはまだ少し早い年齢。
ロウェストの古書店に買い付けに来て悪漢にからまれていたひなたを助けてから、二人は意識し合っている。
カガリ
声 - マス・鴉
身長:175cm
蛍の丘に住む、齢130歳を超えるノアの主。
家事と畑はノアに任せ、自分は街でガールハントに明け暮れている。普段の一人称は「ワシ」だが、女の子に声をかけるときは「オレ」を使う。実は古代魔法にも通暁している錬金術師で、彼が造ったノアは錬金術の最終目標に位置づけられているホムンクルスである。
『雲上のフェアリーテイル』に登場するネモ・ボミナブル・コルチュマリョフは師。
ハーヴィ・キッドマン
声 - 深川緑
身長:175cm
ある事故で両親を亡くし、諒の叔父である探偵社の前社長に養子として引き取られ、諒とは兄弟のように育った青年。
昔は二人で盗みを働くなどしていたが、叔父の死を機に袂を分かった。現在は反社会的勢力「鋼鉄の歯」のトップ。
ロリポップをよく舐めている。
ソフィア・マネット
声 - 唯香
身長:160cm / B:85 W:62 H:87
ひなたが仕入れてきた古書『ファーレンハイ334』（初版本）に取り憑いていたつくも神。
つくも神は、媒介となった物が経た年月が長いほど、所有者の愛着が強いほど、存在が強固なものとなる。前の所有者は『ファーレンハイ334』の初版本を買うためだけに一代で財をなした。年を取り目が見えなくなると、誰か本を読み聞かせてくれる人がほしいと強く願うようになった。その愛着に応える形でソフィアが生まれた。ソフィアとは前の所有者から与えられた名前である。
しかし、やがて持ち主が亡くなると、存在理由の一つが失われ、実体化できないほどに希薄な存在となってしまった。遺族も蔵書に興味を示さなかったため、本体はひなたのもとに渡った。ソフィアはそのまま消える運命にあったが、読書家のひなたを新たな主人として、世界に留まることができた。
興奮すると周囲に霧が立ちこめる。ひなたが腰に本を下げていれば一緒に外出できる。

## スタッフ
（出典：）
- 企画・プロット - 安堂こたつ
- シナリオ - 冬野どんぶく
- キャラクターデザイン・原画 - むうつき
- SDキャラクターイラスト - 藤井理乃
- 音楽 - Felion Sounds
- OP・EDムービー - rin&roco (ヴィネットブーケ)
- ディレクター - 春山P

## 主題歌
（出典：）
オープニングテーマ「JACK KEEPER」
作詞 - MiLO / 作曲・編曲 - mo2 / ギター演奏 - Yugo Ichikawa / 音楽制作 - Felion Sounds / 歌 - MiLO
エンディングテーマ「虹色の魔法」
作詞・作曲・編曲 - HAMA-kgn / 音楽制作 - Felion Sounds / 歌 - MiLO

## サウンドトラック
空のつくりかた -under the same sky, over the rainbow- オリジナルサウンドトラック
初回版には「空のつくりかた -under the same sky, over the rainbow- オリジナルサウンドトラック」が特典として添付された。主題歌2曲とゲーム内で使用された全BGMの合計28曲が音楽CD1枚に収録されている。
| #         | タイトル                             | 作詞      | 作曲          | 時間 |
| --------- | ------------------------------------ | --------- | ------------- | ---- |
| 1.        | 「JACK KEEPER -shot ver-」(歌：MiLO) | MiLO      | mo2           | 1:51 |
| 2.        | 「コモレビノート」                   |           | Felion Sounds | 2:14 |
| 3.        | 「ハレルヤ」                         |           | Felion Sounds | 2:47 |
| 4.        | 「cycling」                          |           | Felion Sounds | 2:12 |
| 5.        | 「茜色のメロディ」                   |           | Felion Sounds | 2:56 |
| 6.        | 「蛍火」                             |           | Felion Sounds | 2:55 |
| 7.        | 「Coffee or Tea」                    |           | Felion Sounds | 2:18 |
| 8.        | 「Money is good」                    |           | Felion Sounds | 1:52 |
| 9.        | 「Spit out!!」                       |           | Felion Sounds | 2:19 |
| 10.       | 「スラムと踊る」                     |           | Felion Sounds | 2:55 |
| 11.       | 「Cloudy day」                       |           | Felion Sounds | 1:58 |
| 12.       | 「Sad limit」                        |           | Felion Sounds | 2:08 |
| 13.       | 「記憶の回廊」                       |           | Felion Sounds | 2:33 |
| 14.       | 「枯れた希望の上で」                 |           | Felion Sounds | 3:12 |
| 15.       | 「influence」                        |           | Felion Sounds | 2:29 |
| 16.       | 「フラジャイル」                     |           | Felion Sounds | 3:07 |
| 17.       | 「刹那ライフル」                     |           | Felion Sounds | 2:45 |
| 18.       | 「answer」                           |           | Felion Sounds | 2:41 |
| 19.       | 「ささやかな彩り」                   |           | Felion Sounds | 3:33 |
| 20.       | 「モノクロ」                         |           | Felion Sounds | 2:10 |
| 21.       | 「果てのない世界」                   |           | Felion Sounds | 3:39 |
| 22.       | 「Sweet logic」                      |           | Felion Sounds | 1:54 |
| 23.       | 「微光」                             |           | Felion Sounds | 1:50 |
| 24.       | 「Time after time」                  |           | Felion Sounds | 1:58 |
| 25.       | 「Keyhole」                          |           | Felion Sounds | 1:39 |
| 26.       | 「Majestic trip」                    |           | Felion Sounds | 2:21 |
| 27.       | 「虹色の魔法」(歌：MiLO)             | HAMA-kgn  | HAMA-kgn      | 2:29 |
| 28.       | 「JACK KEEPER」(歌：MiLO)            | MiLO      | mo2           | 4:06 |
| 合計時間: | 合計時間:                            | 合計時間: | 70:51         |      |

## コラボレーション
ノープランコラボキャンペーン
Wonder Foolの処女作『夏の魔女のパレード』とのコラボレーション企画が実施された。共通点は「魔女」のみ。

## 反響

### 売り上げ
本作は発売月（2016年10月）の売り上げにおいて、Getchu.comの集計では3位を記録した。発売年（2016年）においては、Getchu.comの集計では上位50位の圏外、『BugBug』の集計では上位20位の圏外であった。

### 人気投票
| 部門名       | Getchu.com | BugBug    | アワード  |
| ------------ | ---------- | --------- | --------- |
| 総合         | 圏外/20位  | 圏外/20位 | 圏外/50位 |
| シナリオ     | 圏外/10位  | 圏外/20位 | 部門なし  |
| グラフィック | 圏外/10位  | 部門なし  | 部門なし  |
| 音楽         | 圏外/10位  | 圏外/20位 | 部門なし  |
| システム     | 圏外/10位  | 圏外/20位 | 部門なし  |
| ヴォイス     | 部門なし   | 圏外/20位 | 部門なし  |
| ムービー     | 圏外/10位  | 部門なし  | 部門なし  |
| エッチ       | 圏外/10位  | 圏外/20位 | 部門なし  |
| キャラクター | 0人/20位   | 0人/20位  | 部門なし  |

本作は発売月（2016年10月）のユーザー人気投票において、Getchu.comの3位を獲得した。発売年（2016年）の人気投票においては、Getchu.comでは全部門で圏外、『BugBug』では全部門で圏外、萌えゲーアワードでは上位50位の圏外であった（表：「2016年の美少女ゲーム人気投票における本作の位置」に一覧を示す。）。

### 批評
『BugBug』2016年12月号に本作のレビューが掲載された。レビュアーのNOVは、「ジェットコースター的スピードで飽きるヒマもなく次から次へと事件が発生」するプロローグの時点で、面白そうだとの第一印象を持ったと述べる。ヒロイン4人の造形は幾分類型的であるとしつつ、しかしながら、作中で描かれるヒロインたちは生き生きとしており、その魅力に釘付けにされたという。特に誰よりも可愛く輝いて見えたのはハルだったとしている。そのようなヒロインたちと主人公の掛け合いは、「いつもちょっと笑えて、ぽかぽかした気持ちにさせてくる」と評しており、そこへ毒舌サブキャラクターのチロルが加わることによりコミカルな会話へ進化すると述べている。「家族」がキーワードになっている各ヒロインの個別ストーリーは非常に濃い内容であり、いずれの結末も感動的であったと賞している。NOVは、最後の最後にならないとプレイできないハルの物語を読者に勧めたいとしている。

## 関連商品
「むうつき氏描きおろし ハル＝クリス抱き枕カバー」
電気外祭りin新宿 2016のホビボックスブースにて販売された。